# Édouard Le Roy
Édouard Louis Emmanuel Julien Le Roy (París, 18 de junio de 1870 - 10 de noviembre de 1954) fue un filósofo y matemático francés.
Se recibió en la Escuela Normal Superior en 1892 y como agregado en matemáticas en 1895. Se doctoró en ciencias en 1898, enseñó en diversos liceos y luego fue profesor de matemáticas en el Lycée Saint-Louis de París.
Desde ese momento comenzó a interesarse también por la filosofía y la metafísica. Fue amigo de Teilhard de Chardin y estrecho discípulo de Henri Bergson, le sucedió en el Collège de France (1922) y en 1945 en la Académie française. En 1919, Le Roy fue elegido miembro de la Académie des Sciences morales et politiques.
Se interesó especialmente en estudiar la relación entre ciencia y moralidad. Junto con Henri Poincaré y Pierre Duhem sostuvo la tesis convencionalista sobre el fundamento de la matemática. Extendió su teoría convencionalista a la verdad revelada y al dogma, rechazando este último y la teología especulativa para decantarse hacia una fe instintiva y sentimental. Estas ideas modernistas llevaron a que sus obras fueran incluidas en el Index por parte de la Santa Sede.

## Obras
- What Is a Dogma?
- L'Exigence Idealiste Et Le Fait De L'Evolution (1927)
- Les Origines Humaines Et L'Evolution De L'Intelligence (1928)
- La Pensee Intuitive (1929)
- Discours De Reception De M Edouard Le Roy (1946)
- Essai D'Une Philosophie Premiere (1956)
- Bergson Et Bergsonisme (1947)
- A New Philosophy: Henri Bergson